# Rapport de distribution
 (janvier 2022).
Si vous disposez d'ouvrages ou d'articles de référence ou si vous connaissez des sites web de qualité traitant du thème abordé ici, merci de compléter l'article en donnant les références utiles à sa vérifiabilité et en les liant à la section « Notes et références ».
Le rapport de distribution noté D est un nombre sans dimension utilisé dans l'extraction liquide-liquide. Il est représentatif de la capacité d'extraction d'un solvant.
Il est défini comme le rapport de la concentration totale d'un soluté dans l'extrait à sa concentration totale dans l'autre phase, le raffinat.
C'est un paramètre expérimental caractérisant l'état d'un système à un instant donné mais qui ne correspond pas forcément à l'équilibre.